# Epizeuxis peregrina
Epizeuxis peregrina là một loài bướm đêm trong họ Noctuidae.